# Мамі виповнюється сто років
«Мамі виповнюється сто років» (ісп. Mamá cumple cien años) — іспанський кінофільм 1979 року у жанрі драматичної комедії, створений режисером Карлосом Саурою як своєрідне продовження власного фільму «Ана і вовки» (1973).

## Сюжет
Ана разом зі своїм чоловіком Антоніо приїздить до маєтку в сільскій місцевості Іспанії, де багато років тому працювала нянею, на святкування сторічного ювілею бабусі — старійшини родини. По приїзді вона дізнається, що Хосе помер три роки тому, Хуан покинув свою дружину Лучі, Фернандо усе ще мешкає з матір'ю та безуспішно намагається керувати дельтапланом, а три маленькі дівчинки, її колишні підопічні, давно виросли. Пізніше Ана з'ясовує, що родини більше не існує, а Лучі привласнила материні гроші. Прибувши на святкування, Хуан змовляється з Фернандо і Лучі вбити матір задля отримання спадщини. Тим часом у Антоніо спалахує короткий роман з Наталією.

## У ролях
| Актор                  | Роль     |
| ---------------------- | -------- |
| Джеральдіна Чаплін     | Ана      |
| Ампаро Муньйос         | Наталія  |
| Фернандо Фернан Гомес  | Фернандо |
| Норман Бріскі          | Антоніо  |
| Рафаела Апарісіо       | Мама     |
| Чаро Соріано           | Лучі     |
| Хосе Віво              | Хуан     |
| Анхелес Торрес         | Карлотта |
| Еліса Нанді            | Вікторія |
| Рита Мейден            | Соланж   |
| Монік Сірон            | Анні     |
| Хосе Луїс Лопес Васкес | Хосе     |

## Нагороди та номінації
Міжнародний кінофестиваль у Сан-Себастьяні (1979)
- Спеціальний приз журі (Карлос Саура).

Міжнародний кінофестиваль у Чикаго (1979)
- Номінація на премію Золотий Г'юго за найкращий фільм (Карлос Саура).

Оскар (1980)
- Номінація на найкращий фільм іноземною мовою[2].

CEC Awards (1980)
- Найкращий фільм.
- Найкраща акторка (Рафаела Апарісіо)[3].

Сан Жорді (1980)
- Найкраща акторка в іспанському фільмі (Рафаела Апарісіо).